# الانتخابات البرلمانية اليونانية يونيو 2012
الانتخابات البرلمانية اليونانية يونيو 2012 هي الانتخابات البرلمانية الجديدة التي عُقدت في 17 يونيو 2012 , وذلك بعد 10 أيام من انتهاء الانتخابات البرلمانية اليونانية مايو 2012.